# 2006年の映画/5月
- 6日
  - 五月の恋 （ 台湾・ 中国）
  - LIMIT OF LOVE 海猿（ 日本）
- 13日
  - ピンクパンサー（ アメリカ合衆国）
  - グッドナイト&グッドラック（ アメリカ合衆国）
  - ナイロビの蜂（ イギリス）
  - アンジェラ（ フランス）
  - ダック・シーズン ( メキシコ)
  - 玲玲の電影日記（ 中国）
  - 青いうた〜のど自慢 青春編〜（ 日本）
  - 明日の記憶（ 日本）
  - 河童（ 日本）
  - 恋するトマト（ 日本）
  - ストーンエイジ（ 日本）
  - テニスの王子様（ 日本）
  - 間宮兄弟（ 日本）
  - まだ楽園（ 日本）
  - 陽気なギャングが地球を回す（ 日本）
- 20日
  - アローン・イン・ザ・ダーク（ アメリカ合衆国）
  - ジャケット（ アメリカ合衆国）
  - ダ・ヴィンチ・コード（ アメリカ合衆国）
  - ロシアン・ドールズ（ フランス）
  - サージェント・ペッパー ぼくの友だち （ ドイツ）
  - アンリ・カルティエ＝ブレッソン 瞬間の記憶 （ スイス・ フランス）
  - 心霊写真（ タイ）
  - アダン（ 日本）
  - ガーダ パレスチナの詩（ 日本）
  - デス・トランス（ 日本・ アメリカ合衆国）
  - 雪に願うこと（ 日本）
- 27日
  - 夢駆ける馬ドリーマー（ アメリカ合衆国）
  - GOAL!（ アメリカ合衆国・ イギリス）
  - 迷い婚 -全ての迷える女性たちへ-（ アメリカ合衆国）
  - インプリント〜ぼっけえ、きょうてえ〜（ アメリカ合衆国）
  - デイジー（ 韓国）
  - 水霊 ミズチ（ 日本）
  - かにゴールキーパー（ 日本）
  - 嫌われ松子の一生 （ 日本）
  - 純ブライド（ 日本）
  - BIG RIVER（ 日本）
  - 富嶽百景〜遙かなる場所〜（ 日本）
  - 紅薔薇夫人（ 日本）
  - 水に棲む花（ 日本）
  - ニューハル&ボンス ( 日本/アニメ)